# Enduro (videojuego)
Enduro es un videojuego diseñado y programado por Larry Miller, publicado en 1983 por la empresa Activision para el Atari 2600.

## Objetivo del juego
El jugador controla un coche que tiene un día entero para rebasar a otros 200 automóviles (300 a partir del segundo nivel) en una carrera a alta velocidad. Si el jugador falla en pasar la cantidad pedida de automóviles cuando el nuevo día amanece, el juego finaliza.

## Clima
A medida que va pasando el día, el clima va cambiando. En algún momento el jugador pasará por un camino nevado que hará que el coche patine y sea más difícil de controlar. Cuando se hace de noche, la única forma de distinguir a los otros automóviles en la oscuridad es gracias a sus luces traseras de posición. Otro momento memorable es, antes del amanecer, la llegada de la niebla: el rebusque de los programadores ante las limitaciones lógicas de la consola de la época es excelente, para conseguir el efecto de la niebla el juego solo muestra la mitad de la pantalla, haciendo así la parte de la carrera más complicada del nivel entero, es decir, del día de Enduro.